# Pseudomacroptila argentea
Pseudomacroptila argentea là một loài bướm đêm thuộc phân họ Arctiinae, họ Erebidae.